# Johanne Rytterager
Johanne Rytterager (Christiania, 17 september 1849 – 1924) was een Noors pianiste, maar vooral pianolerares.
Ze werd als Johanne Olivia Rytterager geboren in het gezin van een terreinverhuurder/grondbezitter en staatsambtenaar Ivar Olsen Rytterager en Louise Emilie Hoffeldt. 
Ze kreeg haar muzikale opleiding van Halfdan Kjerulf, ook leraar van Erika Nissen en Agathe Backer-Grøndahl. Daarna vertrok ze naar Berlijn en Leipzig om te studeren bij Theodor Coccius, Ernst Ferdinand Wenzel, Carl Reinecke en Theodor Kullak. Ze deed examen met het eerste pianoconcert van Frédéric Chopin. Ze kwam nog te kort, maar genoemde docenten zagen voldoende kansen door de ambitie van Rytterager. In 1874 ontving ze een studiebeurs. Gedurende haar studie begon ze ook met optredens. Ze deed dat onder meer met haar medestudent de Fin Martin Wegelius. Ze speelde even later werken van Edvard Grieg. In 1876 speelde ze een aantal abonnementsconcerten, niet alleen in Duitsland, maar ook in Kopenhagen, waar ze onder leiding speelde van Niels Gade. Ze trad vervolgens ook weer in Noorwegen op, zoals met Ole Olsen. Op 3 maart 1881 traden zowel Rytterager als Agathe Backer-Grøndahl op tijdens een concert in de concertzaal van Brødrene Hals. Ze speelden samen Andante und Varationen opus 46 van Robert Schumann. Rond die tijd kwamen ook de eerste advertenties van leerlingen van haar, die zelf les begonnen te geven en aan haar refereerden. 
Op 4 september 1881 huwde ze met de arts Henning Junghans Thuë (1852-1889). Het jaar daarop speelde nog een aantal keren in Duitsland, waaronder opnieuw een abonnementsconcert in Leipzig. Ze speelde werken van Chopin, Felix Mendelssohn Bartholdy en Edvard Grieg. Een criticus schreef daarover dat ze in al die jaren niet vooruit was gegaan en nog steeds enigszins studentikoos speelde. Ook het blad Neue Zeitschrift für Musik sabelde haar neer (goede techniek maar onvoldoende beleving van de muziek). In 1883 maakte ze deel uit van een lerarencorps, waaronder ook Johannes Haarklou en Iver Holter, dat de voorloper van het Conservatorium van Oslo opzette. Rond die tijd kwam ook het eerste kind (1885) en verdween ze van het concertpodium. In Noorwegen werden bijvoorbeeld geen concerten gegeven onder de naam Johanne Thuë. Tot vroeg in de 20e eeuw adverteerde ze als pianodocente. 
Hildur Andersen was een leerling van haar.